# Hallstaviks station
Hallstaviks station är en järnvägsstation i Hallstavik, Norrtälje kommun för godstrafik och som är den ena ändpunkten på Hargshamnsbanan till Örbyhus, tidigare var stationen dock ändpunkt för en annan linje till Rimbo.

## Historia
Hallstaviks station invigdes 1915 som den norra ändpunkten i en förlängd del av den smalspåriga Rimbo-Sunds Järnväg (RSJ). RSJ blev sedermera uppköpt av och inlemmat i Stockholm-Roslagens Järnvägar (SRJ) som i sin tur införlivades i SJ 1959.
I Roslagen, precis som på annat håll, började man på 1960-talet att lägga ned allt fler linjer som man inte ansåg var tillräckligt lönsamma. Detta innebar bland annat att man fr.o.m. den 25 september 1966 nedlade persontrafiken Rimbo-Hallstavik och efter flera andra nedläggningar och överlåtandet av de södra Roslagsbanorna till AB Storstockholms Lokaltrafik (SL) 1972 var godstrafiken Uppsala Ö-Rimbo-Hallstavik SJ:s enda kvarvarande smalspårstrafik i Roslagen. Kvar av SRJ var också Dannemora-Hargshamn (f.d. DHJ) som emellertid breddats 1970.
1977 förlängdes den breddade järnvägen från Hargshamn till Hallstavik varvid man slutligen nedlade och rev upp järnvägen Rimbo-Hallstavik.
I september 2013 revs Hallstaviks stationshus.

## Transporter
Sedan persontrafiken nedlades 1966 utgörs all trafik av den godstrafik som ursprungligen gick över Rimbo och Uppsala. Sedan förlängningen av Hargshamnsbanan till Hallstavik 1977 går denna trafiken istället över Harg och Örbyhus. Idag sköts denna godstrafik av det statliga godstrafikbolaget Green Cargo och består till största delen av transporter för Hallsta pappersbruk.